# Helionotus mirabilis
Helionotus mirabilis är en insektsart som beskrevs av Rehn, J.A.G. 1909. Helionotus mirabilis ingår i släktet Helionotus och familjen Romaleidae. Inga underarter finns listade i Catalogue of Life.